# Mayron Flores
Mayron Ariel Flores Zavala (Tegucigalpa, Francisco Morazán, Honduras, 9 de julio de 1996) es un futbolista hondureño. Juega de mediocampista y su equipo actual es el Real Club Deportivo España de la Liga Nacional de Honduras.

## Trayectoria
Comenzó su carrera en la ciudad donde creció, El Negrito. Posteriormente pasó a las reservas del Club Deportivo Olimpia. El 11 de marzo de 2015, bajo las órdenes de Héctor Vargas, debutó en la Liga Nacional de Honduras. Su debut se generó en un partido correspondiente a la novena jornada del Torneo Clausura, en el cual los albos derrotaron por 2 a 0 al Platense en el Estadio Excelsior de Puerto Cortés.
El 22 de octubre de 2015 debutó en un partido internacional en la Liga de Campeones de la Concacaf, el cuadro albo ganó 1 a 0 al Vancouver Whitecaps. Convirtió su primera anotación el 19 de noviembre de ese año, en un partido que Olimpia a manos del Platense con resultado de 4 a 2.
El 2 de agosto de 2017, tras no entrar en los planes de Carlos Restrepo, se anunció su préstamo a la recién ascendida Universidad Pedagógica. Al cabo de un año, como resultado de una excelente temporada en el cuadro universitario, Nahúm Espinoza, relevo de Restrepo, solicitó su regreso para el segundo semestre 2018.
El 14 de agosto de 2021 fue traspasado al Real Club Deportivo España, luego de tener muy pocos minutos desde la llegada del entrenador y exjugador Pedro Troglio al banquillo de Olimpia.

## Clubes
| Club                            | País     | Año            | Partidos | Goles |
| ------------------------------- | -------- | -------------- | -------- | ----- |
| Olimpia                         | Honduras | 2015-2017      | 28       | 1     |
| Universidad Pedagógica (cesión) | Honduras | 2017-2018      | 26       | 7     |
| Olimpia                         | Honduras | 2018-2019      | 5        | 0     |
| Marathón                        | Honduras | 2019-2020      | 29       | 1     |
| Olimpia                         | Honduras | 2020-2021      | 11       | 0     |
| Real España                     | Honduras | 2021-2024      | 21       | 5     |
| Victoria                        | Honduras | 2024- Presente |          |       |

## Palmarés

### Campeonatos nacionales
| Título           | Club    | País     | Año  |
| ---------------- | ------- | -------- | ---- |
| Copa de Honduras | Olimpia | Honduras | 2015 |
| Torneo Clausura  | Olimpia | Honduras | 2015 |
| Torneo Clausura  | Olimpia | Honduras | 2016 |
| Torneo Apertura  | Olimpia | Honduras | 2020 |

## Vida privada

### Accidente de tránsito
El 14 de septiembre de 2020 sufrió un accidente automovilístico cuando se transportaba en su vehículo, un Ford Focus, en el anillo periférico de Tegucigalpa. El vehículo de Mayron tuvo dos impactos, primero contra un Toyota Hilux y después contra un Kia Sorento. El accidente solamente dejó pérdidas materiales.

### Muerte de hermano
El 11 de diciembre de 2020 su hermano falleció en un accidente de tránsito. El día siguiente, el 12 de diciembre, jugó un partido como titular frente al Marathón (victoria de 3:1), partido importante para su club, el Olimpia, pues definiría el liderato de grupo contra el acérrimo rival, Motagua. Mayron no notificó la situación a su director técnico, Pedro Troglio, por miedo a trastocar la planificación de un partido tan trascendental como ese. El entrenador argentino, una vez enterado de la noticia, comentó lo siguiente en una conferencia de prensa: "el triunfo y la obtención del liderato va dedicado a él y su familia. Más que jugadores, tengo un equipo lleno de grandes hombres".